# 伊太地山伝兵衛
伊太地山伝兵衛（いたちやま でんべい、1957年1月26日 - 2013年11月15日）は日本の歌手、ギタリスト。大分県別府市生まれ、水瓶座AB型。
活動の主をライブとし全国で展開、その数は毎年200本を越える。慶應義塾大学卒業。元・銀行員の経歴を経て1994年東芝EMIから『Wesが聴こえる』でメジャー・デビュー。既成概念にとらわれず自由なスタイルで多数の音楽家と共演。熟した大人の魅力溢れる歌声で、全国に熱狂的な幅広い層のファンが存在している。2013年11月15日、胆嚢炎から引き起こされた敗血症で死去。56歳没。

## 音楽基盤
フォーク、ロックを好んで弾いていた1970年代の思春期、アストラッド・ジルベルトの複雑なコードテンションの響きに魅了され、このボサをきっかけにウェス・モンゴメリーやマイルス・デイヴィス等、次第にジャズの世界へとのめり込んでいく。
それらの思春期に触れてきた各ジャンルの要素は、その後何一つ削られることなく彼の音楽基盤となり、結果的に伝兵衛ならではの「ジャズフレーバー溢れるサウンドで楽曲を包み込み、親しみのある日本語の歌詞を耳に入りやすいポップな音にのせ、温かくて深いブルージーな声で心に届ける」という、バランスよく実に繊細で多彩な要素を含んだサウンドスタイルとなる。

## 活動の軌跡
1985年に上京。ギター・デュオからのライブ活動が後にメンバーを加え、1987年バンド「伊太地山伝兵衛商会」となる。近藤房之助、桑名正博、上田正樹、加川良、木村充揮、山崎まさよし等と全国各地で共演、1993年初アルバム「WESが聴こえる」を伊太地山伝兵衛商会名義でリリース。翌1994年東芝EMIからソロ名義「WESが聴こえる」でメジャー・デビューを果たす。デビュー以降、そのステージスタイルは柔軟性を増し、佐山雅弘・石井康二とのトリオ・ユニット・DUST、そこに村上“ポンタ”秀一を迎えた、DUST+PONTA、弦楽四重奏を加えた伊太地山弦楽団など、様々な形で、2013年までに全18タイトルのアルバムを発表する。

## ディスコグラフィ

### アルバム
- 1993 伊太地山伝兵衛商会「Wesが聴こえる」
- 1994 伊太地山伝兵衛「Wesが聴こえる」東芝EMI
- 1997 伊太地山伝兵衛商会「The Third Period」
- 1999 DUST「DUST」
- 2000 DUST「西風」
- 2001 DUST-PONTA「DUST-PONTA LIVE」
- 2002 伊太地山弦楽団「たびのつづき」
- 2004 伊太地山伝兵衛「猫にジャズ」
- 2004 伊太地山伝兵衛「続たびのつづき」
- 2006 伊太地山伝兵衛「伝兵衛、佐山を唄う」
- 2007 DUST「DUSTⅢ」
- 2008 伊太地山伝兵衛&村上PONTA秀一「伝PON楽団」
- 2009 伊太地山伝兵衛「ENCORE」
- 2010 伊太地山伝兵衛&石井康二DUO「薄利多売」
- 2011 DUST「DUST4」
- 2012 伊太地山伝兵衛「続々たびのつづき」
- 2012 伊太地山伝兵衛「唄伝兵衛」
- 2013 DEPONATION「＃１」

### シングル
- 1999 伊太地山伝兵衛「永遠と呼べるのは／夢はいつも」

## 節目となったライブ
- 2007年1月26日・東京・渋谷NHKホールで行われた50歳記念ライブ
- 2013年10月13日・福山MUSIC FACTORYで行われたスティーヴ・ガッド・村上”ポンタ”秀一・佐山雅弘を迎えたSpecial Live